# Parigi-Bruxelles 2008
La Parigi-Bruxelles 2008, ottantottesima edizione della corsa, valida come evento dell'UCI Europe Tour 2008 categoria 1.HC, si svolse il 13 settembre 2008 su un percorso di 221 km. Fu vinta dall'australiano Robbie McEwen, che terminò la gara in 5h 30' 15" alla media di 40,151 km/h.
Furono 114 i ciclisti che portarono a termine la competizione.

## Ordine d'arrivo (Top 10)
| Pos. | Corridore          | Squadra         | Tempo    |
| ---- | ------------------ | --------------- | -------- |
| 1    | Robbie McEwen      | Silence         | 5h30'15" |
| 2    | Gert Steegmans     | QuickStep       | s.t.     |
| 3    | Luca Paolini       | Acqua & Sap.    | s.t.     |
| 4    | Bert De Waele      | Landbouwkrediet | a 4"     |
| 5    | Sébastien Rosseler | QuickStep       | a 8"     |
| 6    | Maarten Wynants    | QuickStep       | a 48"    |
| 7    | Dario Andriotto    | Acqua & Sap.    | s.t.     |
| 8    | Kevyn Ista         | Agritubel       | a 1'08"  |
| 9    | Borut Božič        | Cycle Coll.     | a 1'14"  |
| 10   | Kenny van Hummel   | Skil-Shimano    | s.t.     |